# Domenico Maria Villa
Domenico Maria Villa, nato Domenico Villa (Bassano, 1º ottobre 1818 – Parma, 22 luglio 1882), è stato un vescovo cattolico italiano.

## Biografia
Entrò nel seminario di Vicenza all'età di vent'anni e fu ordinato presbitero il 1º aprile 1843. Dopo un breve periodo di ministero a Badia Polesine ritornò a Bassano come arciprete (febbraio 1849), rimanendovi per ventiquattro anni. Si distinse per le doti oratorie, per lo zelo pastorale verso i poveri e per la tenacia con la quale si orientò in favore delle nuove forme di apostolato al punto che venne nominato abate mitrato (titolo che verrà poi trasmesso ai suoi successori).
Il 23 febbraio 1872 venne nominato vescovo di Parma, succedendo a mons. Felice Cantimorri. Assunse da allora il secondo nome di Maria, per devozione alla Madonna. Nella sua azione pastorale si dimostrò più incline a una restaurazione illuminata che a una revisione e a un aggiornamento della Chiesa, ma la sua rettitudine conquistò i parmigiani. Fin dal suo arrivo a Parma si prodigò per alleviare tante situazioni di miseria presenti nella città. Quando nel 1873 a Parma scoppiò un'epidemia di colera, egli si trovava a Recoaro per curare la sua malferma salute. Appena ebbe la notizia tornò a Parma, impegnandosi subito per organizzare l'assistenza ai colpiti dalla malattia. Ricevette per questo un'onorificenza da Vittorio Emanuele di Savoia.
Nel 1876 chiamò a Parma i padri stimmatini perché vi aprissero due oratori, uno nell'Oltretorrente e uno in Parma nuova. Nello stesso anno istituì la "Società dei Preti diocesani per le Missioni gratuite al popolo". In ottobre del 1878 convocò il sinodo diocesano e nel 1881 iniziò l'ampliamento e la ristrutturazione del seminario di Parma.
Alla sua morte una folla sterminata partecipò alle esequie solenni, alle quali si unì anche il cordoglio della stampa mazziniana e liberale. Nel suo testamento lasciò lo stabile e gli orti adiacenti alla chiesa di San Benedetto, da lui acquistati con i suoi beni personali, in eredità al sacerdote Giovanni Bosco di Torino perché mandasse i suoi preti anche a Parma. Fu sepolto nel cimitero cittadino della Villetta. La salma fu poi esumata e trasportata in cattedrale il 23 maggio 1909.
A Parma gli è intitolata una via che collega viale Rustici con viale Solferino.

## Genealogia episcopale
La genealogia episcopale è:
- Cardinale Scipione Rebiba
- Cardinale Giulio Antonio Santori
- Cardinale Girolamo Bernerio, O.P.
- Arcivescovo Galeazzo Sanvitale
- Cardinale Ludovico Ludovisi
- Cardinale Luigi Caetani
- Cardinale Ulderico Carpegna
- Cardinale Paluzzo Paluzzi Altieri degli Albertoni
- Papa Benedetto XIII
- Papa Benedetto XIV
- Papa Clemente XIII
- Cardinale Bernardino Giraud
- Cardinale Alessandro Mattei
- Cardinale Pietro Francesco Galleffi
- Cardinale Giacomo Filippo Fransoni
- Cardinale Carlo Sacconi
- Vescovo Domenico Maria Villa